# Juliusz Koszałka
Juliusz Marcin Koszałka ps. „Jagiełło”, „Jeremi”, „Jeż” (ur. 29 października 1888 w Łyśniewie, pow. Kartuzy, zm. w 30 sierpnia 1969 w Toruniu) – p.o. komendanta naczelnego Tajnej Organizacji Wojskowej „Gryf Pomorski” w okresie od kwietnia do maja 1942.

## Życiorys
Urodził się 29 października 1888 we wsi Łyśniewo, w rodzinie Józefa, rolnika i Łucji z domu Miotk. Po śmierci matki mieszkał u wujka w Düsseldorfie w Niemczech, gdzie zdał maturę. W latach 1909–1910 odbył służbę wojskową w armii niemieckiej, a następnie wrócił do Sierakowic. Prowadził sklep i restaurację brata. Jednocześnie rozpoczął naukę w Szkole Handlowej w Gdańsku.
Po wybuchu I wojny światowej został powołany do armii niemieckiej, walcząc głównie na froncie niemiecko-rosyjskim; dwukrotnie był ranny.
Prowadził działalność niepodległościową za przyłączeniem Pomorza do Polski. W styczniu 1919 wszedł w skład Polskiej Rady Ludowej w Sopocie. Wstąpił także do kilku organizacji walczących o polskość, jak Organizacja Wojskowa Pomorza, Stowarzyszenie Młodzieży Polskiej, Polskie Straże Ludowe. Brał udział w powstaniu wielkopolskim, a następnie zabezpieczał majątek publiczny na Pomorzu podczas wycofywania się Niemców. Od sierpnia 1920 uczestniczył w wojnie polsko-bolszewickiej w szeregach Kaszubskiego Pułku Strzelców Pomorskich, biorąc udział m.in. w ciężkich walkach na przedmościu warszawskim.
Po zakończeniu działań wojennych służył w żandarmerii, m.in. był wykładowcą w Ośrodku Szkoleniowym Żandarmerii w Gniewie, a po jego likwidacji pracował w Ekspozyturze Śledczej w Brodnicy. Od 1922 służył w Policji Państwowej na różnych stanowiskach, m.in. był komendantem posterunku w Polskim Brzoziu, Żarnowcu, Łążku, Opaleniu. Przez krótki okres stał na czele komendy powiatowej w Tarnopolu. W listopadzie 1933 przeszedł na emeryturę i powrócił do Sierakowic. Od 1935 dzierżawił gospodarstwo rolne brata Jana w Tuchlinie, w którym zastosował nowoczesne metody agrotechniczne. Był członkiem Polskiego Związku Zachodniego.
Po zajęciu Pomorza przez wojska niemieckie na początku września 1939 był szykanowany. 1 października tego roku wywłaszczono go z jego gospodarstwa na rzecz Niemca; w zamian otrzymał inne w Rębienicy. Od stycznia 1940 zaangażował się w działalność konspiracyjną. Na początku 1941 został członkiem Tajnej Organizacji Wojskowej „Gryf Kaszubski” jako szef wywiadu i kontrwywiadu. Po przekształceniu jej w TOW „Gryf Pomorski” 7 lipca 1941, dzięki poparciu ppłk. rez. księdza Józefa Wryczy ps. „Rawycz”, wszedł w skład Rady Naczelnej jako odpowiedzialny za sprawy wojskowe; jednocześnie był szefem wywiadu i kontrwywiadu. Od kwietnia 1942, po rezygnacji por. rez. Bolesława Formeli ps. „Romiński”, czasowo pełnił obowiązki komendanta naczelnego organizacji. W maju tego roku przekazał je por. rez. Józefowi Gierszewskiemu ps. „Ryś”, obejmując funkcję szefa łączności. Przyczynił się do włączenia do TOW „Gryf Pomorski” organizacji konspiracyjnej Polska Żyje oraz niektórych ogniw Obwodu AK Chojnice. 5 lutego 1943 został aresztowany przez Niemców w Rębienicy. Był przesłuchiwany w Kartuzach, Gdyni i Gdańsku. 19 lipca tego roku przewieziono go do obozu koncentracyjnego Stutthof, a następnie przeniesiono do Mauthausen, gdzie pracował w karnej kompanii.
Po zajęciu obozu przez wojska amerykańskie w kwietniu 1945, leczył się w szpitalu. Jesienią 1945 powrócił do Rębienicy, gdzie dostał poniemieckie gospodarstwo rolne. Został zarejestrowany w jednej w rejonowych komend uzupełnień jako porucznik artylerii rezerwy.
Po powrocie do kraju został aresztowany przez UB i MO z Kartuz. W 1949 oddał je i zamieszkał u córki w Gowidlinie. Był obserwowany i szykanowany przez władze komunistyczne; trzykrotnie go przesłuchiwano. Wskutek trudnej sytuacji materialnej spowodowanej odmową przyznania emerytury, zmuszony był podjąć pracę magazyniera w PGR w Matarni. Od 1958 mieszkał w Toruniu, gdzie zmarł 30 sierpnia 1969. Został pochowany na cmentarzu przy ul. Wybickiego.

## Odznaczenia
- Medal Pamiątkowy za Wojnę 1918-1921 „Polska Swemu Obrońcy”
- Medal Dziesięciolecia Odzyskanej Niepodległości